# Папеэте
Папеэ́те (фр. Papeete, таит. Pape’ete) — столица Французской Полинезии, расположенная на острове Таити, принадлежащем архипелагу Островов Общества.

## Этимология
Название города переводится с таитянского как «вода из корзины».

## Климат

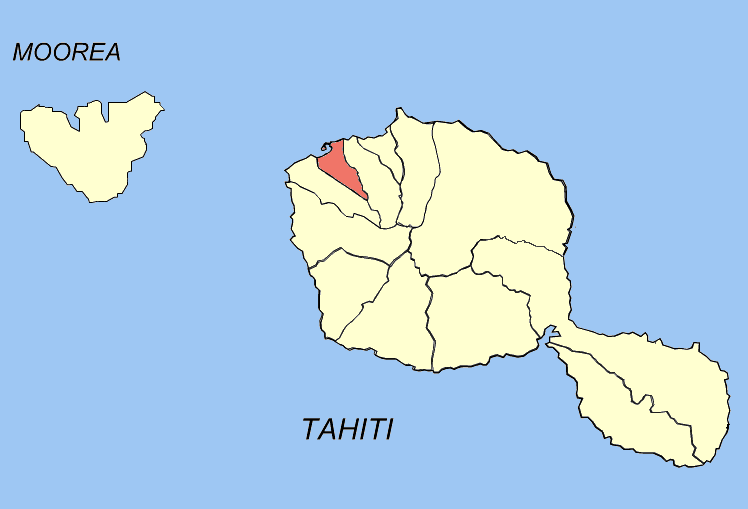
Коммуна Папеэте

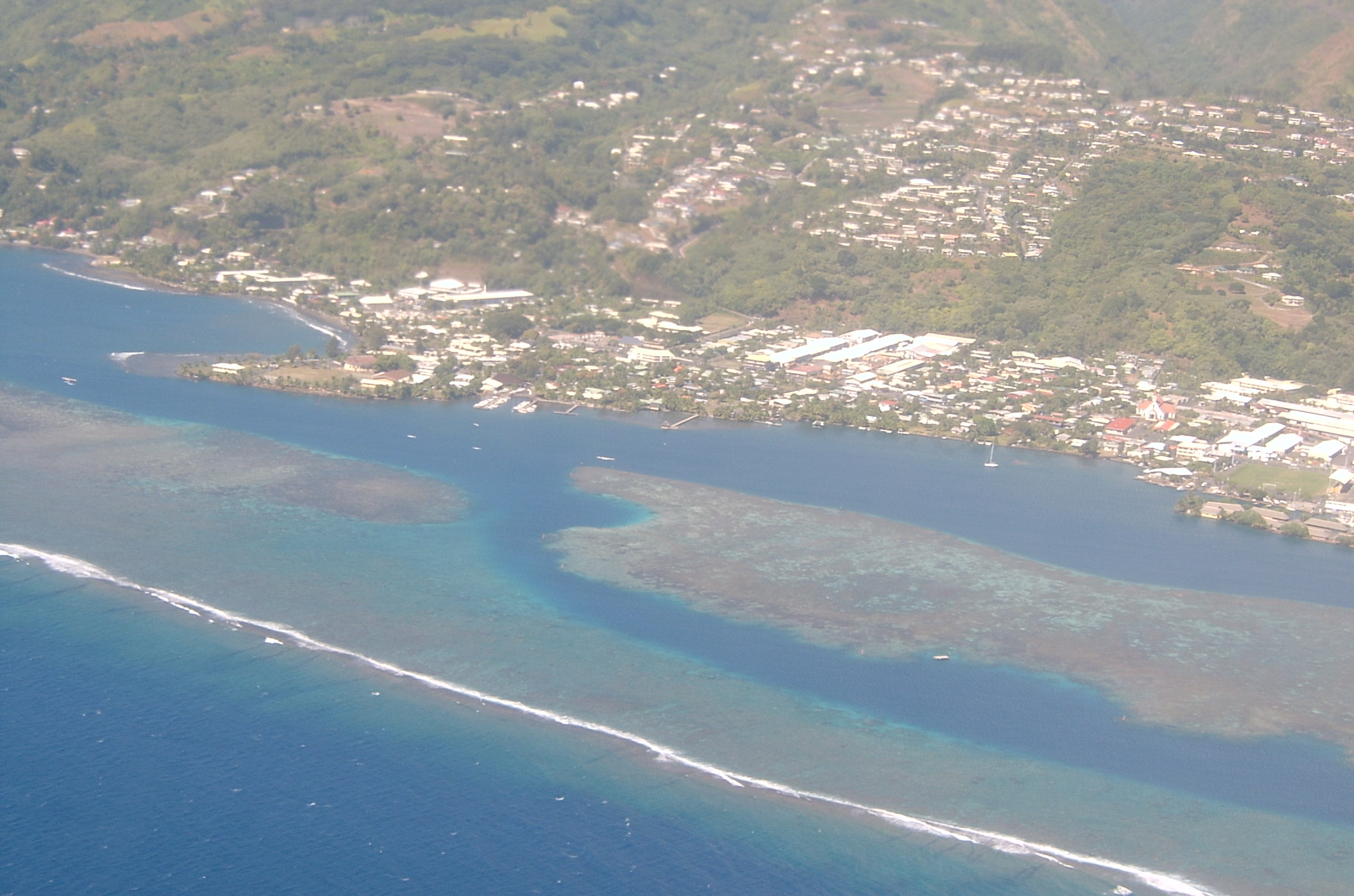
Папеэте с высоты птичьего полёта

Климат пассатный с чертами субэкваториального. Температура весь год остаётся практически постоянной. Имеется сезон дождей, который выражен с ноября по май, и сухой сезон, который проходит с июня по октябрь. Вместе с тем, в сухой сезон осадки также выпадают, и поэтому влажный и сухой сезон плавно перетекают друг в друга.
| Показатель                    | Янв. | Фев. | Март | Апр. | Май | Июнь | Июль | Авг. | Сен. | Окт. | Нояб. | Дек. | Год  |
| ----------------------------- | ---- | ---- | ---- | ---- | --- | ---- | ---- | ---- | ---- | ---- | ----- | ---- | ---- |
| Абсолютный максимум, °C       | 33   | 33   | 33   | 33   | 32  | 32   | 31   | 31   | 32   | 32   | 33    | 33   | 33   |
| Средний суточный максимум, °C | 31   | 31   | 31   | 31   | 30  | 30   | 30   | 30   | 30   | 30   | 31    | 31   | 31   |
| Средняя температура, °C       | 26   | 26   | 26   | 26   | 25  | 25   | 25   | 25   | 25   | 25   | 26    | 26   | 26   |
| Средний суточный минимум, °C  | 22   | 22   | 22   | 22   | 21  | 20   | 20   | 20   | 20   | 21   | 21    | 22   | 21   |
| Абсолютный минимум, °C        | 19   | 19   | 19   | 19   | 18  | 16   | 16   | 16   | 16   | 16   | 17    | 18   | 16   |
| Норма осадков, мм             | 250  | 240  | 170  | 160  | 120 | 80   | 60   | 80   | 100  | 150  | 160   | 300  | 1880 |
| Источник: Weatherbase         |      |      |      |      |     |      |      |      |      |      |       |      |      |

## История
Миссионер Уильям Крук был в 1818 первым европейцем, поселившимся в районе сегодняшнего Папеэте.
В XIX веке происходило бурное расширение города. Папеэте стал региональным центром торговли и транспорта. Он стал с 1827 года резиденцией королевы Помаре IV, которая и провозгласила его в 1830 столицей, а с 1843 года, после становления на Таити французского протектората — это официальная столица Королевства Таити, поэтому бухта Папеэте стала большой гаванью. Во второй половине XIX века в городе был построен Собор Непорочного Зачатия Пресвятой Девы Марии.
В 1884 пожар разрушил большую часть города, а в 1906 большой ущерб нанёс циклон. Кроме того, некоторые китайцы начали селиться в Папеэте, что существенно увеличило население города, на тот момент составлявшее 5000 человек.
22 сентября 1914 город был обстрелян германскими крейсерами «Шарнхорст» и «Гнейзенау» из эскадры вице-адмирала графа фон Шпее.
Во время Второй мировой войны Папеэте подвергался японским бомбовым ударам, поэтому муниципальный рынок был разрушен.
Папеэте ранее имел плохую репутацию в связи с интенсивным движением транспорта, бетонными зданиями, построенными в 1960-х годах, криминалом, разгулом проституции и загрязнением окружающей среды. Но благодаря последним городским работам, город был полностью отремонтирован, поэтому сейчас он представляет собой отличный район для жизни с чистым воздухом и всем необходимым для отдыха.

## Население
Количество населения в самом Папеэте составляет 25 796 человек (2012), однако в его агломерации насчитывается более 133 тысяч жителей (на 2012 год).

## Транспорт
Папеэте — главный морской порт Французской Полинезии, в его черте также находится и главный аэропорт сообщества — аэропорт Фааа, он один может принимать международные рейсы.

## Спорт
с 18 по 28 сентября 2013 года на пляжах города Папеэте прошёл 7-й чемпионат мира по пляжному футболу. Таити участвовала автоматически как хозяйка чемпионата.

## Известные люди, связанные с городом
- С 1891 в Папеэте проживал Поль Гоген. После кратковременного (1893—1895) возвращения во Францию, из-за болезни и отсутствия средств он навсегда уезжает в Океанию — сначала на Таити, а с 1901 года на остров Хива-Оа (Маркизские острова).
- 20 августа 1980 года здесь умер Джо Дассен.
- Умер Смолин, Иннокентий Семёнович (1884—1973) — русский военачальник периода Гражданской войны, генерал-лейтенант Белой армии, видный деятель белого движения в Сибири и на Дальнем Востоке.